# Owen Seaman
Owen Seaman, född den 18 september 1861, död den 2 februari 1936, var en engelsk tidningsman.
Seaman var 1890–1903 professor i engelsk litteratur vid Durham college i Newcastle upon Tyne. Han anställdes 1897 i redaktionen av "Punch", vars utgivare han blev 1906. Av hans arbeten kan nämnas Oedipus the wreck (1888), Horace at Cambridge (1894), In cap and bells (1899) och Made in England (1916).